# 津軽 (小説)
『津軽』（つがる）は、太宰治の小説。

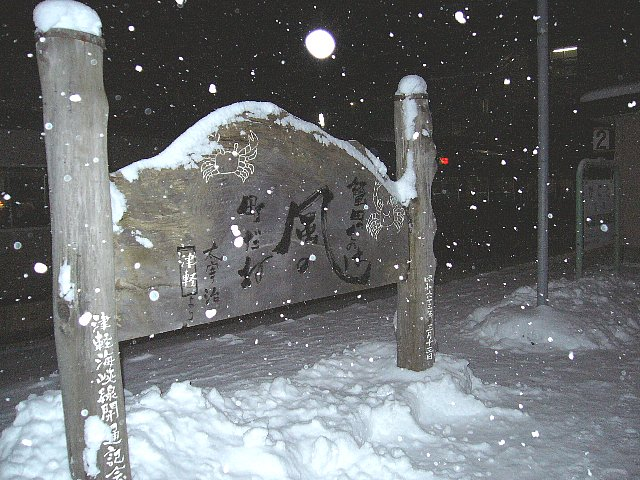
蟹田駅ホームの津軽海峡線開業記念碑
本作の一節が刻まれている

太宰は、青森県西部の津軽地方にある金木町（現在は五所川原市の一部）出身である。太平洋戦争末期、死を意識した太宰は故郷を隅々まで見ておこうと思って、津軽半島を巡る旅に出る。行く先々で津軽の人々の温かい人情に触れ、故郷のありがたさを再認識し、自己存在を確認した。最後に、昔の子守りをしてくれた「たけ」の横に坐って「平和とは、こんな気持の事を言ふのであらうか」と思う。紀行風小説の傑作であるとともに、多くの研究者により自伝的小説として解釈・評価されている。
1944年（昭和19年）11月15日、小山書店より刊行された。初版発行部数は3,000部、定価は3円だった。本文中に著者直筆の津軽略図および挿絵4点を収める。

## 執筆の時期・背景
本書は小山書店の依頼を受け、「新風土記叢書」 の第7編として書かれたものである。
1944年（昭和19年）5月12日から6月5日にかけて取材のため津軽地方を旅行する。本書が完成したのは同年7月末である。
「十五年間」（『文化展望』1946年4月号）という文章で太宰は次のように書いている。「私は或る出版社から旅費をもらひ、津輕旅行を企てた。その頃日本では、南方へ南方へと、皆の関心がもつぱらその方面にばかり集中せられていたのであるが、私はその正反對の本州の北端に向つて旅立つた。自分の身も、いつどのやうな事になるかわからぬ。いまのうちに自分の生れて育つた津輕を、よく見て置かうと思ひ立つたのである」

## あらすじ
私（津島修治、「太宰治」は筆名）は、久しぶりに故郷の金木町に帰ることになった。そのついでに、津軽各地を見て回ることにして、懐かしい人々と再会する。そして小泊村（現在は中泊町の一部）を訪ね、かつて自らの子守りをしてもらった、越野タケ（実在した人物、作中では「たけ」と平仮名表記）を探し当てる。

## 行程
東京発 - 青森経由、蟹田泊（中村貞次郎宅） - 三厩泊 - 竜飛泊 - 蟹田泊帰（中村宅） - 金木泊（生家） - 五所川原、木造経由、深浦泊 - 鯵ヶ沢経由、五所川原泊 - 小泊泊 - 蟹田泊（中村宅） - 東京帰着

## 越野タケと小泊について

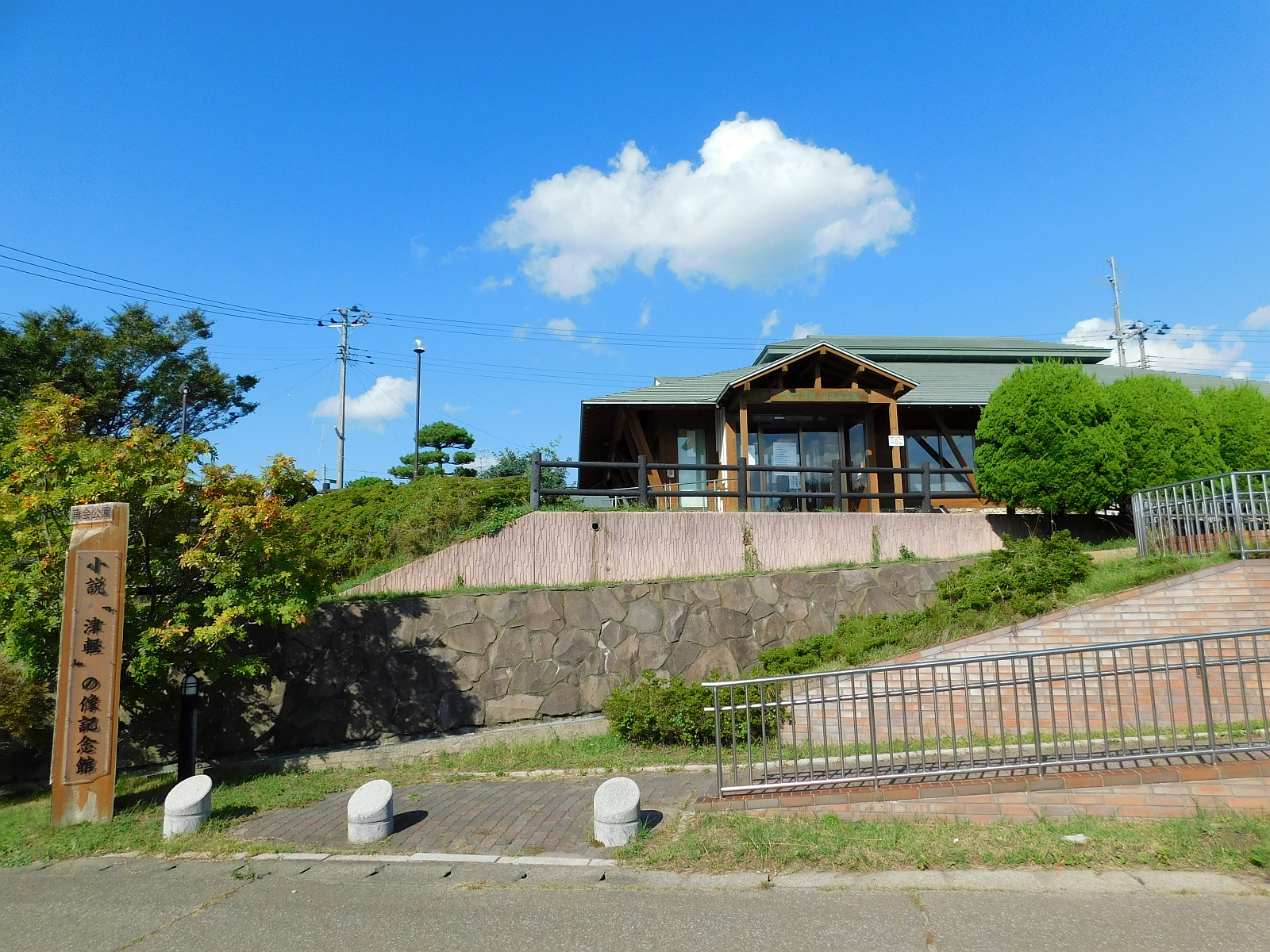
小説「津軽」の像記念館（中泊町小泊地区）

越野タケは14歳の時に津島家に仕え、3歳から8歳の修治を世話して、読書や道徳を教えた。縁談があって小泊村へ嫁ぎ、突然いなくなったことは修治に大きな喪失感を残した。修治は事前の約束をせず小泊を訪れ、通行人に尋ねてタケの家を知ったもののタケは国民学校の運動会に行っており、運動場は人混みで会えず、タケの家へ戻るとその娘の節が腹痛の薬をとりに帰宅し、案内してもらってタケと四半世紀ぶりに再会できた。二人が再会した運動場跡には現在、小中一貫校の中泊町立こどまり学園があり、小説「津軽」の像記念館が道路を挟んだやや小高い敷地に1996年（平成8年）に建てられている。記念館初代館長の柳沢良知がタケから聞いたところによると、タケは再会した修治が最初わからなかったが、考えてみたら「あっ修ちゃんだなあ」と思ったと回想していたという。なお青森県では5月末～6月上旬に小学校中学校の運動会が行われるのは一般的なことである。
タケは1983年（昭和58年）に85歳で死去し、2年後の1989年（平成元年）、二人の再会場面を現したブロンズ像が運動場近くに置かれた。小泊には現在に至るまで、太宰ファンが訪れる。タケの孫である越野由美子によると、こうしたファンがタケを突然訪ねてくることもあり、同じ話を繰り返すことになっても遠来の労を慮って太宰（修治）との思い出を語り、時には人生相談にも応じた。家庭では普段タケは太宰について話すことはほとんどなかったが、何度か語っていた「与えられた寿命、一生懸命生きろ」という言葉は、太宰の自殺（1948年）に無念さを感じていたからかも知れないと由美子は思いを致している。
相馬正一の研究によれば、作中の竜神様の場面において、越野タケとは一言も言葉を交わしていなかったとしている。また、運動会の場面において、太宰は一人離れて周りの景色を見ていた。このようにフィクションを練りこんで書いてあるので、一般に小説とされている。
小説家の長部日出雄は、昭和40年代の半ばに小泊に越野タケを訪ね、話を聞いたことがあるという。長部も自著（太宰の評伝）の中で、太宰とタケとの間に会話はなかったと述べている。
一部の文庫本には「小泊 たけの顔」と記入された挿絵が掲載されている。作品中で「私が三つで、たけが十四の時」という記述があり、当時太宰は34歳である。上記記念館では後年に録音されたタケの声を聴くことができる。

## 朗読番組
- 朗読の世界 太宰治「津軽」 (2023年5月29日 - 7月14日、NHK-FM） - 全35回、朗読は藤田三保子[8]